# Сулејов
Сулејов (пољ. Sulejów) град је у Пољској у Војводству лођском. По подацима из 2012. године број становника у месту је био 6446.

## Становништво
| 2012. |
| ----- |
| 6.446 |